# Altmannsdorfer Graben
Der Altmannsdorfer Graben, auch Altmannsdorfergraben, ist ein Bach in den Wiener Gemeindebezirken Favoriten und Liesing. Er ist ein Zubringer des Liesingbachs.

## Verlauf
Der Altmannsdorfer Graben hat eine Länge von 600 m. Er entspringt am Wienerberg im Bezirksteil Inzersdorf-Stadt des 10. Gemeindebezirks Favoriten. Von dort aus verläuft er südwärts und mündet im Draschepark im Bezirksteil Inzersdorf des 23. Gemeindebezirks Liesing in den Liesingbach.

## Brücken
Der Altmannsdorfer Graben wird von folgenden Brücken gequert, gereiht in Fließrichtung:
- Altmannsdorfer Grabenbrücke: Die 11 m lange und 30 m breite Stahlbeton-Straßenbrücke der Triester Straße wurde 1963 erbaut.
- Drascheparksteg Nord: Die 14 m lange und 3 m breite Fußgeherbrücke aus Stahlbeton wurde 1985 errichtet.[2]